# Miriam Baghdassarian
 (février 2020).
Si vous disposez d'ouvrages ou d'articles de référence ou si vous connaissez des sites web de qualité traitant du thème abordé ici, merci de compléter l'article en donnant les références utiles à sa vérifiabilité et en les liant à la section « Notes et références ».
Manet-Miriam Baghdassarian, née le 5 mai 1999 à Montréal au Québec, est une chanteuse-auteure-compositrice canadienne. Elle a été découverte par le grand public via la compétition télévisuelle canadienne La Voix en 2018.

## Biographie
Née à Montréal de parents originaires d'Arménie, elle déménage avec sa famille dans ce pays lorsqu’elle est très jeune.
Elle grandit aux côtés d'une mère pianiste qui l'introduit à des compositeurs classiques arméniens. Entre l'âge de 8 à 16 ans, elle est inscrite dans une école d'arts en Arménie et visitera le Québec chaque été.
Elle chante à Erevan à l'âge de 16 ans, lors de la commémoration marquant le centenaire du génocide arménien. En 2016, tout juste âgée de 17 ans, elle participe aussi à l'édition arménienne de l'émission The X Factor.
Elle revient à Montréal en 2017.
L'année suivante elle participe à La Voix et obtient 76 % du vote du public. Faisant partie de l'équipe de Lara Fabian, elle termine en seconde position de l'émission.
Après son passage à La Voix, elle participe au spectacle American Story 2: les années Woodstock, qui honore les succès musicaux des années 60-70 (notamment Richie Havens, Janis Joplin, Crosby Stills, etc.), au cours duquel elle reprend Somebody to Love du groupe Jefferson Airplane.
Dans la foulée de son passage à La Voix, elle fait une tournée à travers tout le Québec.
Elle entame en 2018, la préparation d'un premier album studio à Montréal.
En janvier 2020, les médias arméniens annoncent que Miriam Baghdassarian fera partie de la compétition télévisée Depi Evratesil 2020 afin de se qualifier pour l'Eurovision 2020.
En 2022, elle interprète le personnage de Sadia, l’étudiante révolutionnaire travestie et cheffe de la bande des étoiles noires, dans l’opéra-rock Starmania mis en scène par Thomas Jolly.

## Discographie
- Dans la peau, une reprise de l’œuvre de Marie Carmen, sous l’étiquette Musicor[10],[4].